# Дахэйхэ
Дахэйхэ́ (кит. упр. 大黑河, буквально: «Большая чёрная река») — река в северном Китае, приток Хуанхэ.

## География
Длина реки составляет 236 км, площадь бассейна — 17 673 км². Река берёт своё начало в горах Маньханьшань около деревни Бадинг восточнее Хух-Хото. Течет в направлении с запада на восток. Главными притоками являются Гуайцзяофухэ, Хасухайтуй, Сяохэйхэ и Шилавусухэ. В Хуанхэ падает около деревни Хекоу в уезде Тогто. Грунтовые воды в бассейне реки залегают на глубине 1 до 3 м. Водоносные горизонты сложены песчаником позднего плейстоцена, глинистым илом или глинистым песком среднего плейстоцена, а также глинами, песками и глинистым илом позднего плейстоцена-голоцена. Средний расход воды составляет 5,58 м³/с, максимальный — 132 м³/с. Паводки на реке кратковременно случаются в сезона дождей.